# マイケル・カニンガム

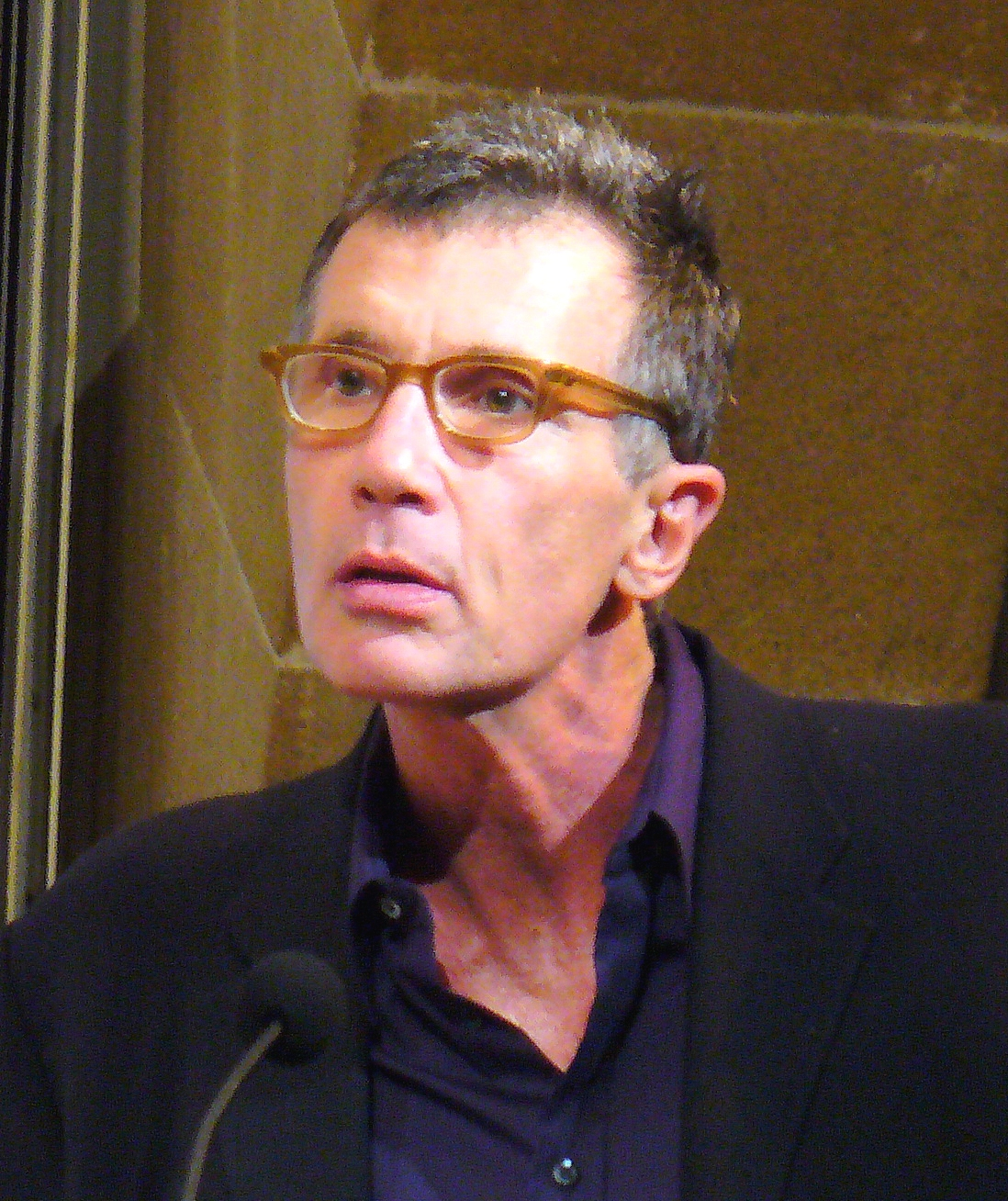
マイケル・カニンガム
（2007年）

マイケル・カニンガム（Michael Cunningham、1952年11月6日 - ）は、アメリカ合衆国の小説家。ゲイであることを公言している。『めぐりあう時間たち』は1999年のピューリッツァー賞とペン/フォークナー賞を受賞した。『めぐりあう時間たち』、『この世の果ての家』は映画化された。

## 略歴
オハイオ州のシンシナティに生まれ、カリフォルニア州のパサデナで育つ。スタンフォード大学で英文学を専攻、ミッチェナー奨学金を得てアイオワ州立大学院で芸術修士号を取得した。アイオワ州立大学に在学中『アトランティック・マンスリー』と『パリス・レビュー』に短編を発表した。この時の短編White Angelは後に小説『この世の果ての家』 の一章として使われた。また、同作品は1989年版の『アメリカ短編小説傑作選』 に収録されホートン・ミフリン社から出版された。1990年に発表した『この世の果ての家』が注目を集めた。
カニンガムは1993年にグッゲンハイム奨学金を、1998年には全米芸術基金の研究奨学金を得た。1995年、ホワイティング賞を受賞。マサチューセッツ州プロヴィンスタウンのファインアーツ・ワークセンターとブルックリンカレッジのクリエイティブ・ライティングの芸術学修士課程で教鞭をとる。現在はイェール大学でクリエイティブ・ライティングの教授をつとめている。
カニンガムは『めぐりあう時間たち』でアメリカ文学界に確たる地位を築いた。最新作『星々の生まれるところ』も批評家に好評をもって迎えられている。2006年、ウォルト・ホイットマンの詩と散文を編んだLaws for Creationsを出版。スーザン・ミノーの小説『いつか眠りにつく前に』Eveningをミノーとともに脚本化、2007年の映画化では(グレン・クローズ、トニ・コレット、メリル・ストリープ出演）制作も担当した。2010年にはアメリカの公共ラジオ局NPR制作の“Three Minute Fiction”コンテストの審査員をつとめたこともある。

## 私生活
カニンガムはゲイであり、精神分析医のケン・コーベットと長年のパートナーであるが、ゲイの小説家と呼ばれることは好まない。

## 小説
- 1984年 Golden States
- 1990年 A Home at the End of the World
  - 『この世の果ての家』飛田野裕子訳、角川書店、1992年／角川文庫、2003年
- 1995年 Flesh and Blood
- 1998年 The Hours
  - 『めぐりあう時間たち　三人のダロウェイ夫人』高橋和久訳、集英社、2003年
- 2005年 Specimen Days
  - 『星々の生まれるところ』南條竹則訳、集英社、2006年
- 2010年 By Nightfall
  - 『日暮れまでに』馬籠清子訳、岩波書店、2014年

## ノンフィクション
- 2002年 Lands End: A Walk in Provincetown

## 脚本
- 2004年 A Home at the End of the World
- 2007年 Evening （邦題は『いつか眠りにつく前に』）

## 寄稿
- 2000 Drawn By The Sea (text; 110 signed copies)
- 2001 The Voyage Out by Virginia Woolf (Modern Library Classics edition) (Introduction)
- 2001 I Am Not This Body: The Pinhole Photographs of Barbara Ess (Text)
- 2004 Washington Square  by Henry James (Signet Classics edition) (Afterword)
- 2004 Death In Venice by Thomas Mann (new translation by Michael Henry Heim) (Introduction)
- 2006 Laws for Creations, Poems by Walt Whitman (Editor and introduction)
- 2007 a Memory, a Monologue, a Rant, and a Prayer edited by Eve Ensler and Mollie Doyle (Short Story, The Destruction Artist)

## 受賞歴
- "White Angel" - 1989年版 『アメリカ短編小説傑作選』に収録
- "Mr. Brother" - 1999年版　『オー・ヘンリー賞受賞短篇集』に収録

『めぐりあう時間たち』での受賞
- ピューリッツァー賞フィクション部門- 1999年
- ペン/フォークナー賞 - 1999年
- ストーンウォールブック賞- 1999年

## 参考
1. ↑  “Meet the Writers: Michael Cunningham”. barnesandnoble.com.  Barnes & Noble (2009年). 2009年4月8日時点のオリジナルよりアーカイブ。2009年6月26日閲覧。
2. ↑  NPR Three Minute Fiction